# Аднан Мравац
Аднан Мравац (нім. Adnan Mravac, нар. 10 квітня 1982, Баня-Лука) — боснійський та австрійський футболіст, захисник клубу «Адміра Ландгаус». Виступав, зокрема, за клуб «Маттерсбург», а також національну збірну Боснії і Герцеговини.

## Клубна кар'єра
На молодіжному рівні виступав за «Єдинство» (Боснія і Герцеговина) та хорватський «Чаковець». У 2000 році дебютував за дорослу команду «Чаковця» у професіональному спорті.
У 2001 році на правах оренду перебував у «Ліллестремі», однак там так і не зіграв жодного офіційного матчу. Наприкінці року повернувся до Чаковця, де йому вдалося вибороти місце в складі. У липні 2002 року Мравац перейшов до клубу першого австрійського дивізіону «Маттерсбург». 26 липня 2003 року дебютував у найвищому дивізіоні австрійського футболу в поєдинку «Штурму» (Грац), замінивши Далібора Драгича. Саме в «Маттерсбурзі» Аднан зробив собі ім'я в професіональному футболі, в складі цього клубу виступав до 2009 року як стабільний гравець основного складу. Його найвищим досягненням в австрійському клубі став вихід до фіналу національного кубку 2006 року. У вищому дивізіоні австрійського футболу в футболці «Маттерсбурга» зіграв 185 матчів та відзначився 3-ма голами.
У 2009 році його контракт закінчився, і Мравац переїхав до Бельгії, підписавши 27 серпня 2009 року контракт з «Вестерло», у складі якого виступав на позиції захисника. Дебютував за бельгійську команду 12 вересня 2009 року в 6-му турі Ліги Жупіле проти «Ексельсьйора» (Мускорн). У цьому поєдинку відзначився голом та дозволив «Вестерло» святкувати першу перемогу в сезоні 2009/10 років. У 7-му турі отримав свою першу червону картку після грубого порушення правил проти Данієля Круса, за що був дискваліфікований на 6 матчів. Кольори бельгійського клубу захищав до літа 2011 року, після чого повернувся до свого колишнього клубу, австрійського «Маттерсбурга». В австрійському клубі зіграв ще два сезони, під час яких був гравцем основного складу. У сезонах 2011/12 та 2012/13 років зіграв у 64-ох матчах чемпіонату.
У липні 2013 року Мравац перейшов до дрезденського «Динамо» з німецької Другої Бундесліги, в складі якого провів сезон 2013/14 років; його контракт з клубом був розрахований до 2015 року. Його партнером та конкурентом у боротьбі за потрапляння до стартового складу на позиції захисника був Адам Сушац. 18 серпня 2013 року дебютував за дрезденських «динамівців» у програному (0:3) виїзному поєдинку 4-го туру Другої Бундесліги проти «Франкфурта». За підсумками сезону 2013/14 років зіграв 8 матчів у Другій Бундесліги, а його клуб залишив чемпіонат. Контракт Аднана з Дрезденом втратив чинність після вильоту команди з чемпіонату, й він залишив клуб у статусі вільного агента. 
Після більш ніж року без клубу, у листопаді 2015 року Мравац підписав контракт з клубом австрійської Ландесліги «Маннсдорф»
До складу клубу «Адміра Ландгаус» приєднався 2017 року.

### Клубна статистика
| Сезон   | Клуб          | Країна   | Змагання     | Матчі | Голи |
| ------- | ------------- | -------- | ------------ | ----- | ---- |
| 2000/01 | «Чаковець»    | Хорватія | Перша ліга   | 5     | 0    |
| 2001/02 | «Ліллестрем»  | Норвегія | Елітесеріен  | 9     | 0    |
| 2002/03 | «Маттерсбург» | Австрія  | Бундесліга   |       |      |
| 2003/04 | «Маттерсбург» | Австрія  | Бундесліга   |       |      |
| 2004/05 | «Маттерсбург» | Австрія  | Бундесліга   |       |      |
| 2005/06 | «Маттерсбург» | Австрія  | Бундесліга   | 18    | 0    |
| 2006/07 | «Маттерсбург» | Австрія  | Бундесліга   | 8     | 1    |
| 2007/08 | «Маттерсбург» | Австрія  | Бундесліга   | 1     | 1    |
| 2008/09 | «Маттерсбург» | Австрія  | Бундесліга   | 33    | 1    |
| 2009/10 | «Вестерло»    | Бельгія  | Ліга Жупіле  | 18    | 2    |
| 2009/10 | «Вестерло»    | Бельгія  | Плей-оф II A | 6     | 0    |
| 2010/11 | «Вестерло»    | Бельгія  | Ліга Жупіле  | 27    | 0    |
| 2010/11 | «Вестерло»    | Бельгія  | Плей-оф II A | 5     | 0    |
| 2011/12 | «Маттерсбург» | Австрія  | Бундесліга   | 13    | 0    |
|         |               |          | Загалом      | 143   | 5    |

## Виступи за збірні
Протягом 2003–2004 років залучався до складу молодіжної збірної Боснії і Герцеговини. На молодіжному рівні зіграв у 5 офіційних матчах.
15 жовтня 2008 року дебютував у складі національної збірної Боснії і Герцеговини у переможному (4:1) поєдинку проти Вірменії. До 2011 року був гравцем основного складу боснійської збірної. 10 серпня 2011 року Мравац востаннє вийшов у футболці національної збірної, в товариському матчі проти збірної Греції (фінальний рахунок 0:0). Загалом у складі національної збірної зіграв 13 матчів, голами не відзначався.

### Матчі за збірну
Станом на 15 лютого 2017 року
| Збірна               | Рік     | Матчі | Голи |
| -------------------- | ------- | ----- | ---- |
| Боснія і Герцеговина |         |       |      |
| 2008                 | 2       | 0     |      |
| 2009                 | 3       | 0     |      |
| 2010                 | 5       | 0     |      |
| 2011                 | 3       | 0     |      |
| Загалом              | Загалом | 13    | 0    |

## Особисте життя
Окрім боснійського громадянства, Аднан має також і австрійське громадянство. Наразі проживає у Відні.